# Christoph Konrad
Christoph Konrad (* 28. August 1957 in Bochum) war von 1994 bis 2009 Europaabgeordneter der CDU für Nordrhein-Westfalen in der Europäischen Volkspartei.

## Biografie
Konrad studierte Politik- und Rechtswissenschaften sowie Geschichte an der Universität Bonn; er promovierte zum Dr. phil. bei Karl Dietrich Bracher. Bevor er in die Politik wechselte, war er in leitender Funktion im Familienunternehmen tätig. 1994 wurde er zum ersten Mal in das Europäische Parlament gewählt. Hier war er ordentliches Mitglied im Ausschuss für Wirtschaft und Währung, stellv. Mitglied im Ausschuss für auswärtige Angelegenheiten sowie im Unterausschuss Sicherheit und Verteidigung im Europäischen Parlament. Ab 1999 war er zudem mitwirkendes Mitglied im EU-Ausschuss des Deutschen Bundestages. In seiner Parlamentszeit fielen die Einführung des Euro, die Liberalisierung der Post- und Energiemärkte. Er war ferner Berichterstatter für die Reform des Automobil-Binnenmarktes. Fast ein Jahrzehnt war er stellv. Vorsitzender des Parlamentskreises Mittelstand (SME-Circle) der EVP-Fraktion. Er begleitete  als Mitglied der Zypern- und später der Rumänien-Delegation den jeweiligen Beitritt der Länder zur EU. Ferner war der Oberst d.R. stellv. Mitglied der parlamentarischen Versammlung der NATO und Beauftragter der CDU/CSU-Gruppe des Europäischen Parlamentes für die Beziehungen zur Bundeswehr.
Nach 15-jähriger Mitgliedschaft im Europäischen Parlament war er neben seiner Vortragstätigkeit seit 2009 freiberuflich in der Politikberatung tätig. Zu seinen zahlreichen Mandaten zählt der Vorsitz der Deutschen Sektion der luxemburgischen Stiftung Mérite Européen. Seit Juli 2011 ist er Geschäftsführer des Zentralverbandes Deutsches Kraftfahrzeuggewerbe e. V. (ZDK).

## Weiterführende Literatur
- Christoph Konrad: Die Europäische Union am Wendepunkt – Keine Alternative zur abgestuften Einigung. In: Florian Melchert (Hrsg.), Vereinigte Staaten von Europa – Vision für einen Kontinent. Polisphere 2007.